# جی‌ری کئول
جی‌ری کئول (انگلیسی: Jyri Kjäll؛ زادهٔ ۱۳ ژانویهٔ ۱۹۶۹) بوکسور اهل فنلاند است.